# Deñ
El Deñ, es una criatura nocturna mitológica, perteneciente a la mitología chilota. 

## Descripción
El Deñ tendría un aspecto similar al de un tiuque, sin embargo se diferencia de esta, en que el Deñ presentaría unos ojos más grandes y luminosos semiocultos por un fino plumaje color pardusco; muy similares a los de una lechuza.

## Leyenda
La leyenda cuenta que el Deñ, junto al Coo, Raiquén, y el Mandao, son aves relacionadas estrechamente con los Brujos de Chiloé. Entre estas aves, el Deñ junto al Coo serían las formas sobrenaturales más frecuentes en la que se transformaría el brujo.
La transformación en Deñ sería usada en las noches más oscuras y silenciosas, con el fin de asustar y atormentar al anunciar desgracias. Para ello, el brujo transformado en el Deñ, durante varias noches se posaría en un árbol que este cercano a la casa de su víctima; y realizaría gritos, a modo de burlas y carcajadas escalofriantes, y siempre mirando con sus ojos brillantes hacia el hogar de las personas que atormentaría. Así, las personas que viven en el hogar se aterrorizarían mientras esperan y tratan de adivinar que tipo desgracia le sucederá próximamente a su familia.